# ソニー・ノルデ
ソニー・ノルデ（Sony Norde,1989年7月27日）は、ハイチ共和国・グランダンス県出身のサッカー選手。元ハイチ代表である。ポジションはMF。

## 経歴
2007年、ボカ・ジュニアーズの下部組織に入団した。2008年の北京オリンピックサッカー北中米カリブ海予選に出場し、最終予選まで勝ちあがった。
2014年、モフン・バガン・スーパー・ジャイアントに移籍した。
2019年7月17日、ジラFKに移籍した。